# Peter Füssli (Glockengiesser, 1482)

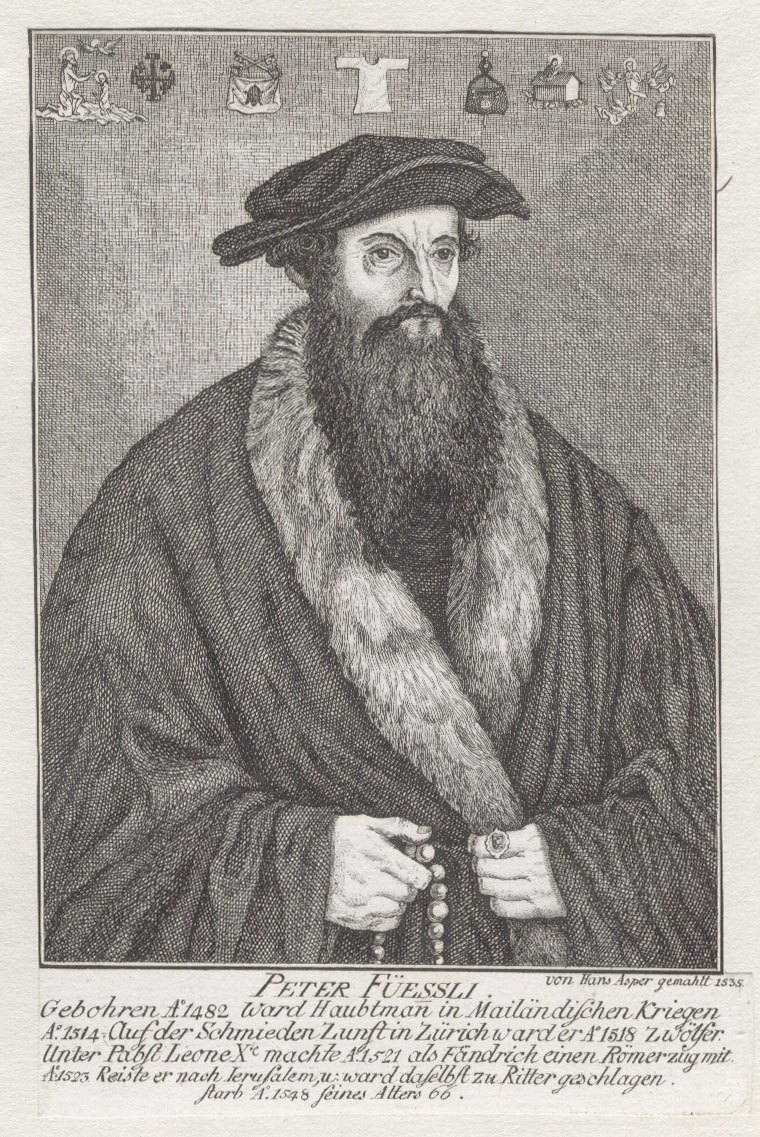
Peter Füssli, Brustbild als Pilger

Peter Füssli (auch Füessli; * 1482 in Zürich; † 1548 in Zürich) war Glocken- und Stückgiesser und von 1512 bis 1521 Söldner auf Italienzügen, ab 1518 Mitglied des Grossen Rats von Zürich, 1519–1528 in diversen Ratskommissionen.

## Leben
Peter Füssli war Sohn des Glockengiessers Peter Füssli und Bruder des Hans Füssli (* 1477; † 1538, evtl. 1548). In erster Ehe war er verheiratet mit Verena Holzhalb, Tochter des Metzgers Jakob Holzhalb, in zweiter Ehe mit Margareta Wirz, Tochter des Johanniterschaffners Johannes Wirz. Er war Glocken- und Kanonengiesser und kämpfte als Söldnerhauptmann in den Mailänderkriegen (1513 Novara, 1515 Marignano). Im Gegensatz zu seinem Bruder Hans, der als Chronist wirkte und ein engagierter Anhänger des Zürcher Reformators Ulrich Zwingli war, blieb Peter Füssli beim alten Glauben. Dennoch befehligte er im zweiten Kappelerkrieg 1531 als Artilleriehauptmann die Geschütze der Vorhut und wirkte bei den Friedensverhandlungen mit.
Peter Füssli hinterliess eine Beschreibung seiner Jerusalemfahrt 1523 (er reiste mit dem gleichen Pilgerschiff wie Ignatius von Loyola), einen Brief über den Fall von Rhodos 1522 und eine Darstellung des Kappelerkriegs, die ihn vom Verdacht reinigte, in der Schlacht seine Pflicht nicht erfüllt zu haben. Die Pilgerfahrt zeichnete Peter Füssli gemäss der Familientradition als besonders frommen und ehrbaren Zürcher Bürger aus. Seine Reiseandenken aus dem Heiligen Land, darunter eine Rose von Jericho und Agnus-Dei-Wachsplättchen, wurden von einem gleichnamigen Nachkommen im 17. Jahrhundert in einem Inventar dokumentiert.

## Werk
- Heinrich Escher, Heinrich Hirzel (Hrsgg.): Warhafte reiß gen Venedig und Jerusalem besehen durch Peter Füszly und Heinrich Ziegler Anno 1523. In: Zürcher Taschenbuch. Neue Folge, Jg. 7, 1884, S. 136–193.
- Hermann Escher (Hrsg.): Peter Füeßli’s Beschreibung des Kappelerkrieges. In: Zürcher Taschenbuch. Neue Folge, Jg. 12, 1889, S. 151–212.
- Leza M. Uffer (Hrsg.): Peter Füesslis Jerusalemfahrt 1523 und Brief über den Fall von Rhodos 1522 (= Mitteilungen der Antiquarischen Gesellschaft in Zürich. Bd. 50, H. 3). 1982 (doi:10.5169/seals-378955).